# Pallacanestro Ares Palermo 2007-2008
La Pallacanestro Ares Palermo 2007-2008 ha disputato il campionato di Serie B2.

## Verdetti stagionali
- Serie B2: (28 partite)

Girone D: 8º su 14 squadre (11-15);
eliminato ai quarti play-off da Molfetta (0-2).

## Roster
| Pallacanestro Ares Palermo | Pallacanestro Ares Palermo |
| Giocatori                  | Staff tecnico              |
| -------------------------- | -------------------------- |

| N. | Naz.                 | Ruolo | Nome                | Anno | Alt. | Peso |  |
| -- | -------------------- | ----- | ------------------- | ---- | ---- | ---- |  |
| 4  | Italia (bandiera)    | AP    | Massimiliano Vito   | 1973 |      |      |  |
| 5  | Italia (bandiera)    |       | Gabriele Bergamini  | 1988 |      |      |  |
| 6  | Italia (bandiera)    | AP    | Nello Lorenzetti    | 1984 |      |      |  |
| 7  | Italia (bandiera)    | C     | Simone Candela      | 1987 |      |      |  |
| 8  | Italia (bandiera)    | AP    | Gianni Trevisano    | 1986 |      |      |  |
| 9  | Italia (bandiera)    |       | Giuseppe Gagliano   |      |      |      |  |
| 10 | Italia (bandiera)    | C     | Gianluca Sabatini   | 1971 |      |      |  |
| 11 | Argentina (bandiera) | C     | Luis Maria Maritano | 1984 |      |      |  |
| 12 | Italia (bandiera)    |       | Gianmarco Viola     |      |      |      |  |
| 13 | Italia (bandiera)    | AG    | Dario Dragna        | 1988 |      |      |  |
| 14 | Italia (bandiera)    | G     | Gabriele Cuccia     | 1981 |      |      |  |
| 19 | Italia (bandiera)    | G     | Sandro Trevisan     | 1973 |      |      |  |
| 20 | Italia (bandiera)    | P     | Tommaso Tempestini  | 1987 |      |      |  |

| Allenatore                                                            |
| Luciano Ministero                                                     |
| Assistente/i                                                          |
| Giuseppe Terrasi Legenda - (C) Capitano - (IN) Inattivo - Infortunato |

## Statistiche
| Nome                | Gare | Punti | Media |
| ------------------- | ---- | ----- | ----- |
| Bergamini Gabriele  | 10   | 5     | 0,5   |
| Candela Simone      | 28   | 166   | 5,9   |
| Cuccia Gabriele     | 26   | 111   | 4,3   |
| Dragna Dario        | 15   | 48    | 3,2   |
| Lorenzetti Nello    | 28   | 461   | 16,5  |
| Maritano Luis Maria | 28   | 247   | 8,8   |
| Sabatini Gianluca   | 22   | 90    | 4,1   |
| Tempestini Tommaso  | 28   | 193   | 6,9   |
| Trevisan Sandro     | 24   | 378   | 15,8  |
| Trevisano Gianni    | 15   | 3     | 0,2   |
| Vito Massimiliano   | 20   | 273   | 13,7  |